# Eflatun Pınar
Eflatun Pınar is een Hettitisch bronheiligdom gelegen in de Turkse provincie Konya dat gebouwd werd in de 13e eeuw v.C. 

## Beschrijving
Aan de noordkant van de heilige vijver is een 6 meter hoge façade gebouwd die het Hettitisch pantheon voorstelt. Deze façade en de wanden van de binnenzijde van de vijver zijn gebouwd met in elkaar grijpende stenen. Op elk blok in de façade staat een godheid of een mythologisch wezen. Deze zijn kosmologisch geordend rond een centrale, zittende mannelijke en vrouwelijke godheid, met boven elk een zonneschijf. Deze goden worden geïdentificeerd met de stormgod van de Hettieten en de Hattische zonnegodin Arinna. De basis wordt gevormd door vijf berggoden, die zo waren ontworpen dat ze uit het water rezen terwijl het bronwater uit gaten in hun lichaam stroomde. De façade is bekroond met een zonneschijf.
Aan de zuidzijde is een terras gebouwd met een reliëf van een gezeten vrouwelijke godheid, met een steenblok (een altaar?) aan haar voeten. Mogelijk was zij vroeger vergezeld door de mannelijke stormgod. 
In het metselwerk van de vijver zijn (bron)godinnen gebeeldhouwd. Drie waterspuwers in de vorm van een stierenkop stuwden het water over een monoliet naar een kanaal.
De stenen voor het monument werden aangevoerd van een steengroeve op vijf kilometer afstand.

## Bescherming
Het heiligdom werd archeologisch onderzocht en gerestaureerd tussen 1996 en 2002. Het werd door Turkije voorgedragen voor de Werelderfgoedlijst van UNESCO.